# Luboslav Penev
Luboslav Mladenov Penev (Sofía, 31 de agosto de 1966), también conocido como Lubo Penev, es un exfutbolista y entrenador búlgaro. En su época de jugador actuaba como delantero centro y su primer equipo fue el CSKA Sofia. Fue campeón de Liga y Copa del Rey en su único año en el Atlético de Madrid (1995-96), temporada en la que consiguió marcar 16 goles. Entrenaba al Litex Lovech. Es un ídolo para la afición del Valencia C. F., club en el que jugó muchas temporadas a su mejor nivel.
Actualmente es entrenador del PFC Lokomotiv Plovdiv.

## Carrera como entrenador
Entre septiembre de 2008 y febrero de 2009 actuó como 2.º entrenador de la Selección nacional búlgara.
En marzo de 2009, ficha como 1.er entrenador del CSKA Sofia de Bulgaria para afrontar la 2.ª vuelta del campeonato 2008-2009, concluyendo como subcampeón de liga. En la temporada 2009-2010, continuó como entrenador de la 1.ª plantilla del CSKA Sofia durante la primera vuelta, hasta su despido el 10 de enero. Durante este período logra la clasificación para la fase de grupos de la Europe League tras pasar 2 fases previas contra el Derry City y el Dinamo de Moscú.
En septiembre de 2010, se incorpora al Litex Lovech, con el que consigue ganar la liga y es nombrado mejor entrenador de Bulgaria de la temporada 2010-2011.
En octubre de 2011, es contratado como seleccionador de Bulgaria. En noviembre de 2013 renueva su contrato, pero acaba siendo despedido un año después por los malos resultados del combinado nacional en la fase de clasificación para la Eurocopa 2016.
En junio de 2014, firmó por el Botev Plovdiv, pero dimitió apenas un mes después por los problemas económicos del club.
En abril de 2015, vuelve a hacerse cargo del CSKA Sofia.
Tras solo una temporada en el CSKA Sofia, es fichado de nuevo para entrenar al Litex Lovech, en el grupo III de la Tercera División de Bulgaria con el objetivo de retornar a la máxima división búlgara tras los descensos sufridos por cuestiones económicas.

## Selección nacional
Ha sido internacional con la Selección de fútbol de Bulgaria 66 veces.

### Participaciones en Copas del Mundo
| Mundial                        | Sede    | Resultado    |
| ------------------------------ | ------- | ------------ |
| Copa Mundial de Fútbol de 1998 | Francia | Primera fase |

### Participaciones en Eurocopas
| Eurocopa                | Sede       | Resultado    |
| ----------------------- | ---------- | ------------ |
| Eurocopa de fútbol 1996 | Inglaterra | Primera fase |

## Clubes

### Como jugador
| Club                  | País     | Año       | Partidos | Goles |
| --------------------- | -------- | --------- | -------- | ----- |
| PFC CSKA Sofia        | Bulgaria | 1984-1989 | 101      | 80    |
| Valencia C. F.        | España   | 1989-1995 | 184      | 77    |
| Atlético de Madrid    | España   | 1995-1996 | 44       | 22    |
| S.D. Compostela       | España   | 1996-1998 | 75       | 36    |
| Celta de Vigo         | España   | 1998-1999 | 41       | 18    |
| PFC Lokomotiv Plovdiv | Bulgaria | 1999-2001 |          |       |

### Como entrenador
| Club                  | País     | Año       |
| --------------------- | -------- | --------- |
| PFC CSKA Sofia        | Bulgaria | 2009-2010 |
| Litex Lovech          | Bulgaria | 2010-2011 |
| Selección de Bulgaria | Bulgaria | 2011-2014 |
| PFC CSKA Sofia        | Bulgaria | 2014      |
| Litex Lovech          | Bulgaria | 2016      |
| Valencia Mestalla     | España   | 2017      |
| PFC CSKA Sofia        | Bulgaria | 2018-2021 |
| Tsarsko Selo          | Bulgaria | 2021      |
| CSKA 1948             | Bulgaria | 2022      |
| Hebar Pazardzhik      | Bulgaria | 2023-2024 |
| Lokomotiv Plovdiv     | Bulgaria | 2024-     |

## Palmarés

### Como jugador
| Título       | Club                    | País   | Año       |
| ------------ | ----------------------- | ------ | --------- |
| Liga         | Club Atlético de Madrid | España | 1995-1996 |
| Copa del Rey | Club Atlético de Madrid | España | 1995-1996 |